# Johann-Verresius-Strasse 4–14

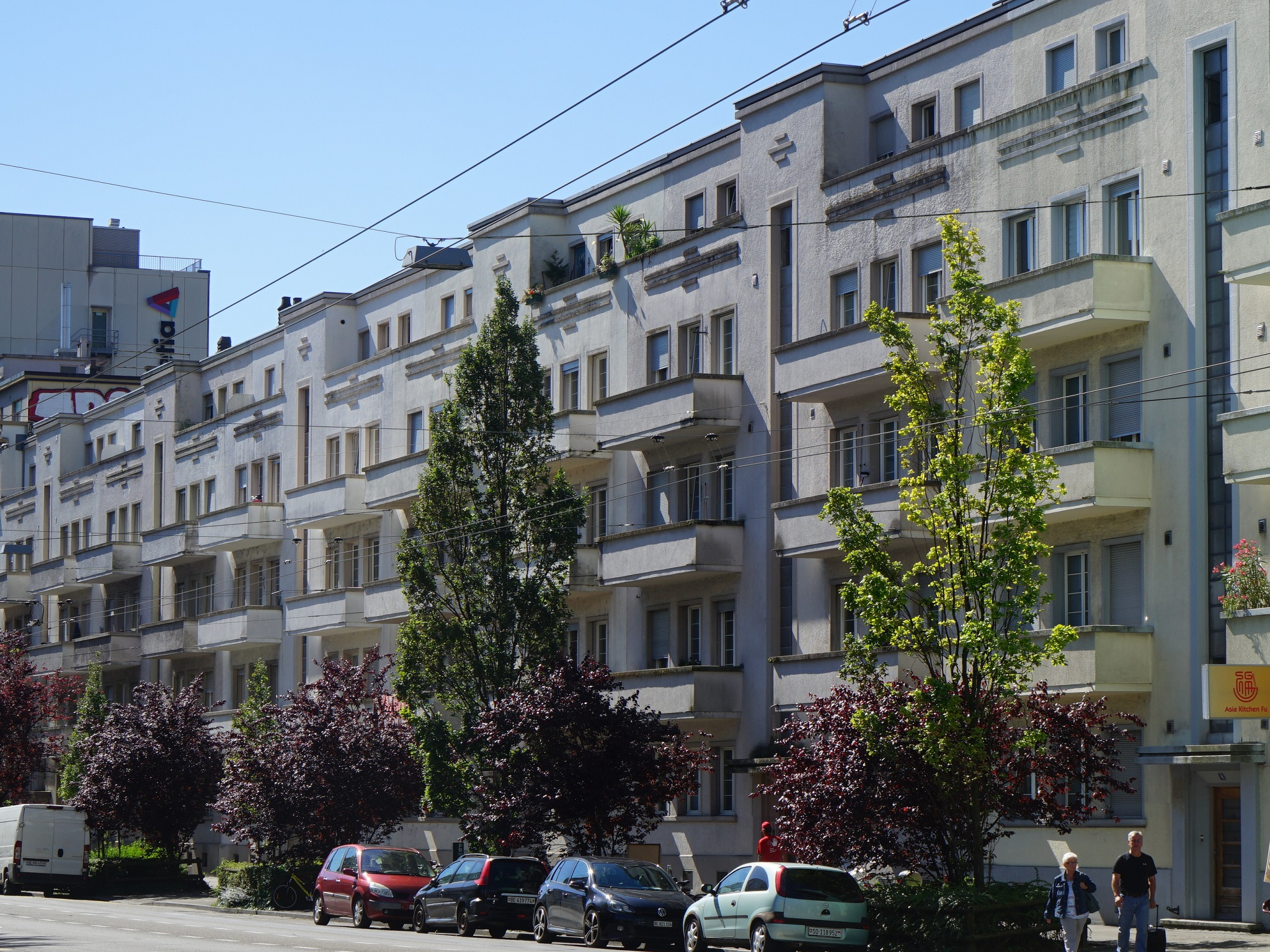
Johann-Verresius-Strasse 4–14 (2022)

Das sechs Mehrfamilienhäuser Johann-Verresius-Strasse 4–14 sind ein Ensemble gleicher Bauten in Biel (französisch Bienne) im Kanton Bern in der Schweiz. Sie wurden vom Architekten Alfred Leuenberger entworfen und 1930 errichtet. Die Bauwerke der «Bieler Moderne» wurden 2003 unter Denkmalschutz gestellt.

## Lage
Die Bauwerke befindet sich im Quartier Neustadt Süd (Nouvelle ville sud) südlich der Schüss. Sie sind Teil der «Baugruppe T» (Bahnhofquartier) und liegen an der Johann-Verresius-Strasse (Nummer «4–14»). Der Kopfbau des «Atlantic House» prägt die Zeile gleichförmiger Häuser. am Anfang des Bahnhofquartiers. Gegenüber liegen weitere Häuser, die unter Schutz gestellt sind. Das Bahnhofquartier gilt mit einheitlich geplanten Strassenzügen in der Schweiz als «einzigartig».

## Geschichte
In den Jahren 1927 bis 1948 wurde das «Bahnhofquartier» nördlich des Bahnhofs geschlossen nach Bauvorschriften des Neuen Bauens errichtet. Leuenberger entwarf eine «langgezogene Reihenbebauung im Geist der Moderne». Die Fassaden sind lebhaft gegliedert. Das Ensemble gilt als «eines der aussagekräftigsten» des «Roten Biel».
Das Gebäude wurde 2003 rechtswirksam im Bauinventar des Kantons als «schützenswert» verzeichnet. Kulturgüter-Objekte der «Kategorie C» wurden (Stand: Juli 2022) noch nicht veröffentlicht.

## Belege
1. ↑  Jeweils gerade Hausnummern von 4 bis 14.
2. 1 2 3 4  

Denkmalpflege des Kantons Bern: Biel/Bienne, Johann-Verresius-Strasse 4. In: Bauinventar des Kantons Bern. Kanton Bern, abgerufen am 21. Januar 2024.

Denkmalpflege des Kantons Bern: Biel/Bienne, Johann-Verresius-Strasse 6. In: Bauinventar des Kantons Bern. Kanton Bern, abgerufen am 21. Januar 2024.

Denkmalpflege des Kantons Bern: Biel/Bienne, Johann-Verresius-Strasse 8. In: Bauinventar des Kantons Bern. Kanton Bern, abgerufen am 21. Januar 2024.

Denkmalpflege des Kantons Bern: Biel/Bienne, Johann-Verresius-Strasse 10. In: Bauinventar des Kantons Bern. Kanton Bern, abgerufen am 21. Januar 2024.

Denkmalpflege des Kantons Bern: Biel/Bienne, Johann-Verresius-Strasse 12. In: Bauinventar des Kantons Bern. Kanton Bern, abgerufen am 21. Januar 2024.

Denkmalpflege des Kantons Bern: Biel/Bienne, Johann-Verresius-Strasse 14. In: Bauinventar des Kantons Bern. Kanton Bern, abgerufen am 21. Januar 2024.

Koordinaten: 47° 7′ 57,7″ N, 7° 14′ 41,9″ O; CH1903: 585307 / 220209